# فدراسیون فوتبال سلطنتی مراکش
فدراسیون سلطنتی فوتبال مراکش (عربی: الجامعة الملكية المغربية لكرة القدم) نهاد اداره‌کننده مسابقات فوتبال و فوتسال در کشور مراکش است.
این فدراسیون که در سال ۱۹۵۵ تأسیس شده عضو کنفدراسیون فوتبال آفریقا و فیفا نیز می‌باشد و مقر آن در شهر رباط است.